# Gisbert Paus
Gisbert Paus (* 4. August 1955; † 28. Oktober 2019) war ein deutscher Fußballspieler. Der Mittelfeldspieler der SpVgg Erkenschwick kam in den Jahren 1978 und 1979 in der deutschen Fußballnationalmannschaft der Amateure zu sechs Einsätzen und erzielte ein Tor.

## Laufbahn
Das Nachwuchstalent wurde bei den Schwarzroten aus dem Stimbergstadion unter Trainer Fritz Langner erstmals am 28. April 1974, beim Auswärtsspiel gegen Viktoria Köln, in der damals zweitklassigen Fußball-Regionalliga West eingesetzt. Acht Tage später wurde er beim Heimremis von 2:2 gegen Preußen Münster zum zweiten Mal eingewechselt. Erkenschwick belegte im letzten Jahr der alten zweitklassigen Regionalliga, 1973/74, den 11. Rang und war damit ab 1974/75 für die neu geschaffene 2. Fußball-Bundesliga qualifiziert. Auch in dieser Runde kam der Nachwuchsspieler unter den Trainern Heinz Murach – dieser wurde von Vorgänger Langner abgelöst – an der Seite der Leistungsträger Horst Koschmieder und Dieter Walter lediglich zu zwei Pflichtspieleinsätzen. Paus debütierte in der 2. Bundesliga am 19. April 1975 beim 1:1-Heimremis gegen Borussia Dortmund vor 16.000 Zuschauern. Am 30. April wurde erneut bei der 2:3-Heimniederlage gegen Preußen Münster eingewechselt. Das Ziel des Klassenerhalts erreichte die Spielvereinigung mit dem 16. Platz. Unter dem neuen Trainer Hans-Wilhelm Loßmann steigerte Paus in der Saison 1975/76 seine Einsätze auf 24 Ligaspiele, in denen er zwei Tore erzielte. Das letzte Spiel in der 2. Bundesliga absolvierte Paus am 8. Mai 1976 bei der 0:6-Niederlage bei Borussia Dortmund. Erkenschwick stieg mit den Leistungsträgern Hugo Lütkebohmert, Lothar Philipp und Hubert Tenbrink als 18. der Tabelle in das Amateurlager ab.
Im ersten Jahr nach dem Abstieg aus der 2. Bundesliga, 1976/77, erreichten Paus und Kollegen den fünften Rang in der Amateurliga Westfalen. Im zweiten Jahr, 1977/78, reichte es für die Stimbergelf zur Vizemeisterschaft und damit zur Teilnahme am Wettbewerb um die deutsche Amateurmeisterschaft. Im dritten Jahr, 1978/79, wurde mit dem dritten Rang im Debütjahr der Amateuroberliga Westfalen knapp der Aufstieg verpasst.
Persönlich erfuhr die Leistung von Mittelfeldspieler Paus Anerkennung durch die Berufung in den Kader der deutschen Amateurfußballnationalmannschaft. Unter DFB-Trainer Erich Ribbeck debütierte der Erkenschwicker am 8. November 1978 beim Länderspiel in Den Haag gegen die Niederlande (0:2) in der DFB-Amateurauswahl. An der Seite von Mitspielern wie Eike Immel (Torhüter), Wolfgang Wolf, Uwe Eplinius, Wolfgang Trapp und Ralf Dusend agierte er im Mittelfeld der Auswahl von Trainer Ribbeck. Im Frühjahr 1979 schlossen sich drei Berufungen gegen Italien (20. März), Jugoslawien (18. April) und Frankreich (9. Mai) an. Bei der 2:3-Niederlage in Pristina gegen Jugoslawien erzielte er ein Tor.
Im zweiten Jahr der Amateuroberliga Westfalen, 1979/80, errangen Paus und Kollegen unter Trainer Klaus Quinkert (ab dem 22. April 1980 im Amt für Vorgänger Detlev Brüggemann) die Meisterschaft und damit den Aufstieg in die 2. Bundesliga. Paus führte die interne Torschützenliste mit 16 Treffern an. Mit Erkenschwick nahm er auch an den Spielen um die Amateurmeisterschaft 1980 teil. Im DFB-Pokal verlor er mit Mitspielern wie Hans-Jürgen Wittkamp, Klaus-Peter Kerkemeier, Gisbert Horsthemke und Uwe Eplinius am 25. August 1979 mit 2:3 Toren gegen den BV 08 Lüttringhausen.
Paus bestritt in der Hinrunde der Meistersaison noch zwei Länderspiele mit der DFB-Amateurnationalmannschaft. Es waren die zwei Olympiaqualifikationsspiele am 26. September in Trondheim gegen Norwegen (0:2) und am 10. Oktober in Helsinki gegen Finnland (0:0). Sein sechstes und letztes Auswahlspiel bei den DFB-Amateuren bestritt er in Helsinki an der Seite von Jürgen Halbe, Hans-Peter Stark, Ralf Obermüller und Arno Wolf. Mit dem 154. Länderspiel am 14. November 1979 in Baunatal gegen Norwegen (0:1) endete die Geschichte der Amateurnationalmannschaft.
Nach dem Aufstieg der SpVgg Erkenschwick 1980 in die 2. Bundesliga schloss sich Paus zur Saison 1980/81 dem FC Gütersloh in der Amateuroberliga Westfalen an und kehrte nicht mehr in den bezahlten Fußball zurück. Er spielte danach noch für den SC Eintracht Hamm, mit dem er 1984 das Finale um die deutsche Amateurmeisterschaft erreichte, sowie Preußen Münster und Westfalia Herne. Mit Münster wurde Paus 1986/87 in der Oberliga Westfalen unter Trainer Helmut Horsch Vizemeister und zog mit den „Adlern“ von der Hammer Straße in den Wettbewerb um die deutsche Amateurmeisterschaft gegen die Amateure des FC Bayern München ein. Zur Saison 1987/88 gab er nochmals ein Gastspiel bei seinem Heimatverein SpVgg Erkenschwick, ehe der Routinier ab der Runde 1988/89 noch zwei Runden bei Westfalia Herne in der höchsten Amateurklasse von Westfalen aktiv war.